# Suisse au Concours Eurovision de la chanson 2007
La Suisse a participé au Concours Eurovision de la chanson 2007 à Helsinki en Finlande. C'est la 48e participation de la Suisse au Concours Eurovision de la chanson.
Le pays est représenté par DJ Bobo et la chanson Vampires Are Alive, sélectionné en interne par le diffuseur SSR.